# Rivière au Saumon (Le Haut-Saint-François)
Der Rivière au Saumon (französisch für „Lachs-Fluss“) ist ein linker Nebenfluss des Rivière Saint-François in der regionalen Grafschaftsgemeinde Le Haut-Saint-François (Verwaltungsregion Estrie) im Süden der kanadischen Provinz Québec.

## Flusslauf
Der Rivière au Saumon hat seinen Ursprung im kleinen See Lac Danger an der Südflanke des Montagne de Marbre nahe der Grenze zwischen Québec (Kanada) und Maine (USA). Der Fluss umfließt den Mont Mégantic anfangs in westlicher, später in nördlicher Richtung. Er passiert die Gemeinden La Patrie und Scotstown. Der Fluss erreicht südlich der Gemeinde Weedon den Oberlauf des Rivière Saint-François. Der Rivière au Saumon hat eine Länge von etwa 80 km. Sein Einzugsgebiet umfasst ungefähr 850 km². Der mittlere Abfluss am Pegel 02OE032 bei Flusskilometer 19 nahe der Siedlung Gould (⊙) beträgt 18,4 m³/s.
Nahe Gould in der Kantonsgemeinde Lingwick überspannt die 1893 erbaute Covered Bridge Pont McVetty-McKenzie (⊙) den Rivière au Saumon.

## Bilder

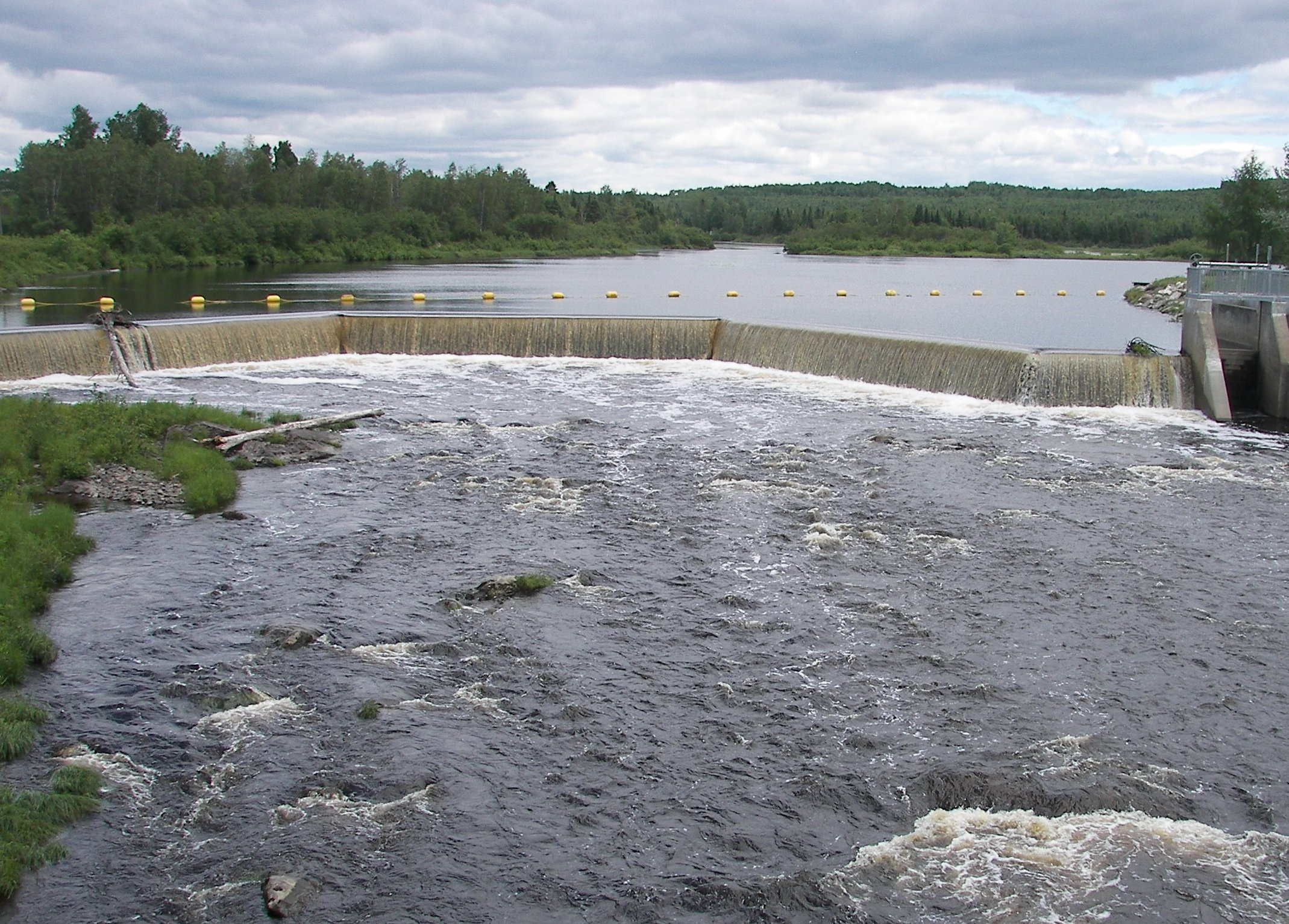
Bei Scotstown
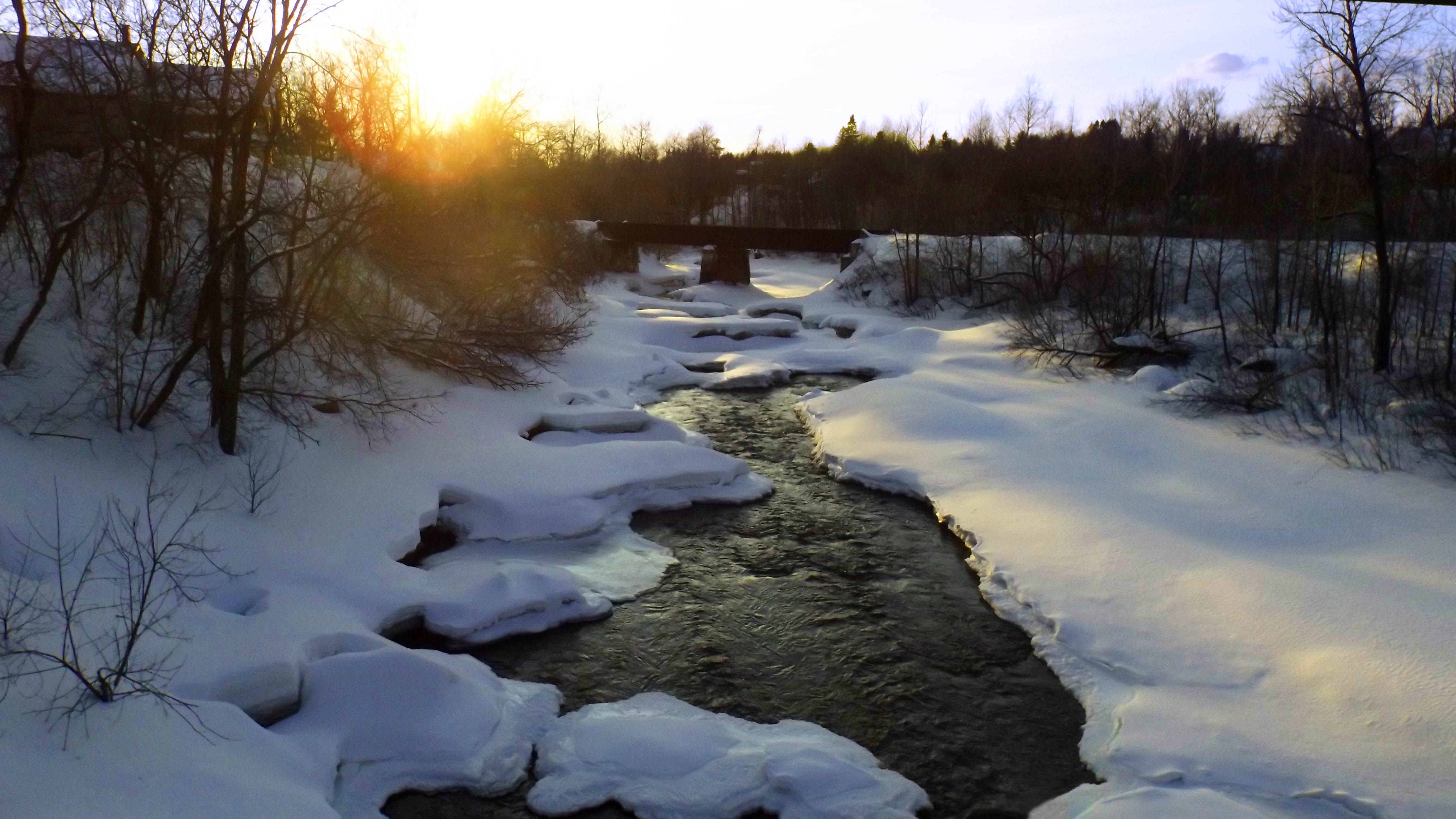
Im Winter bei Scotstown
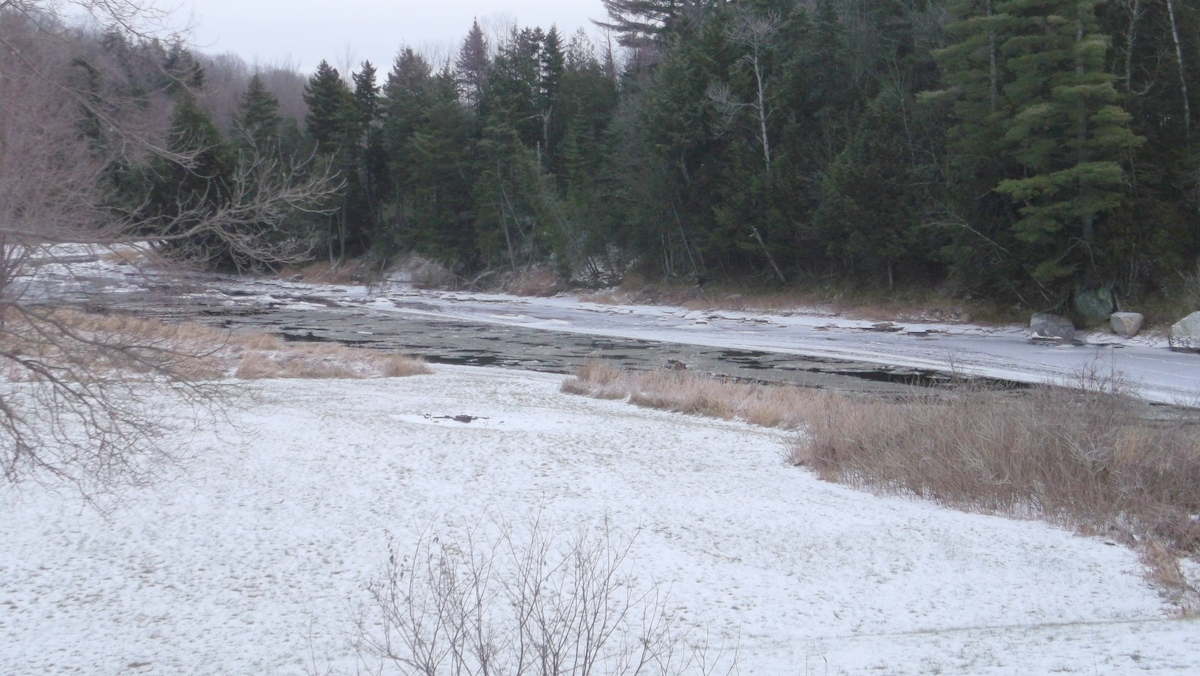
Im Winter in Lingwick
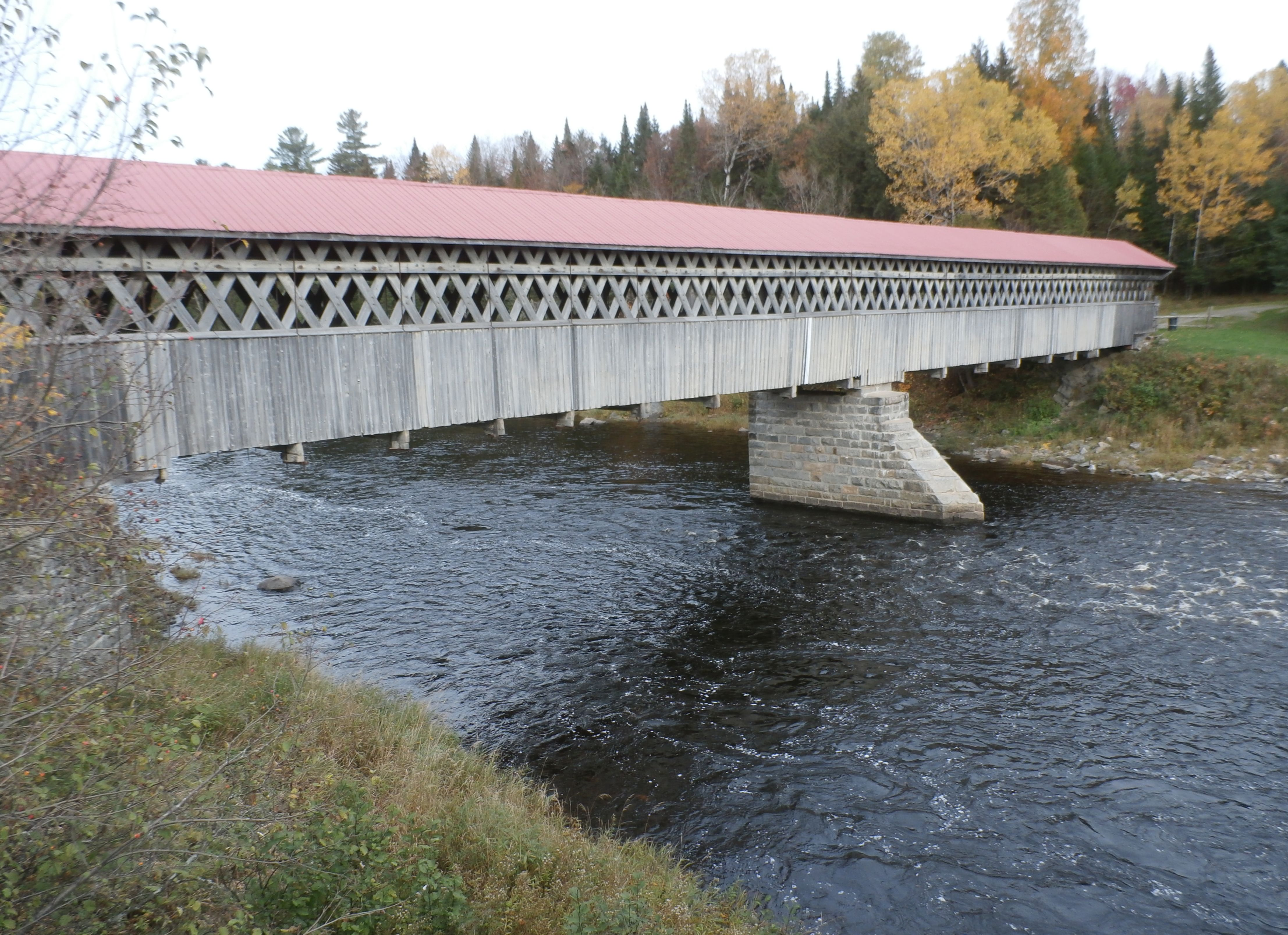
Pont McVetty-McKenzie
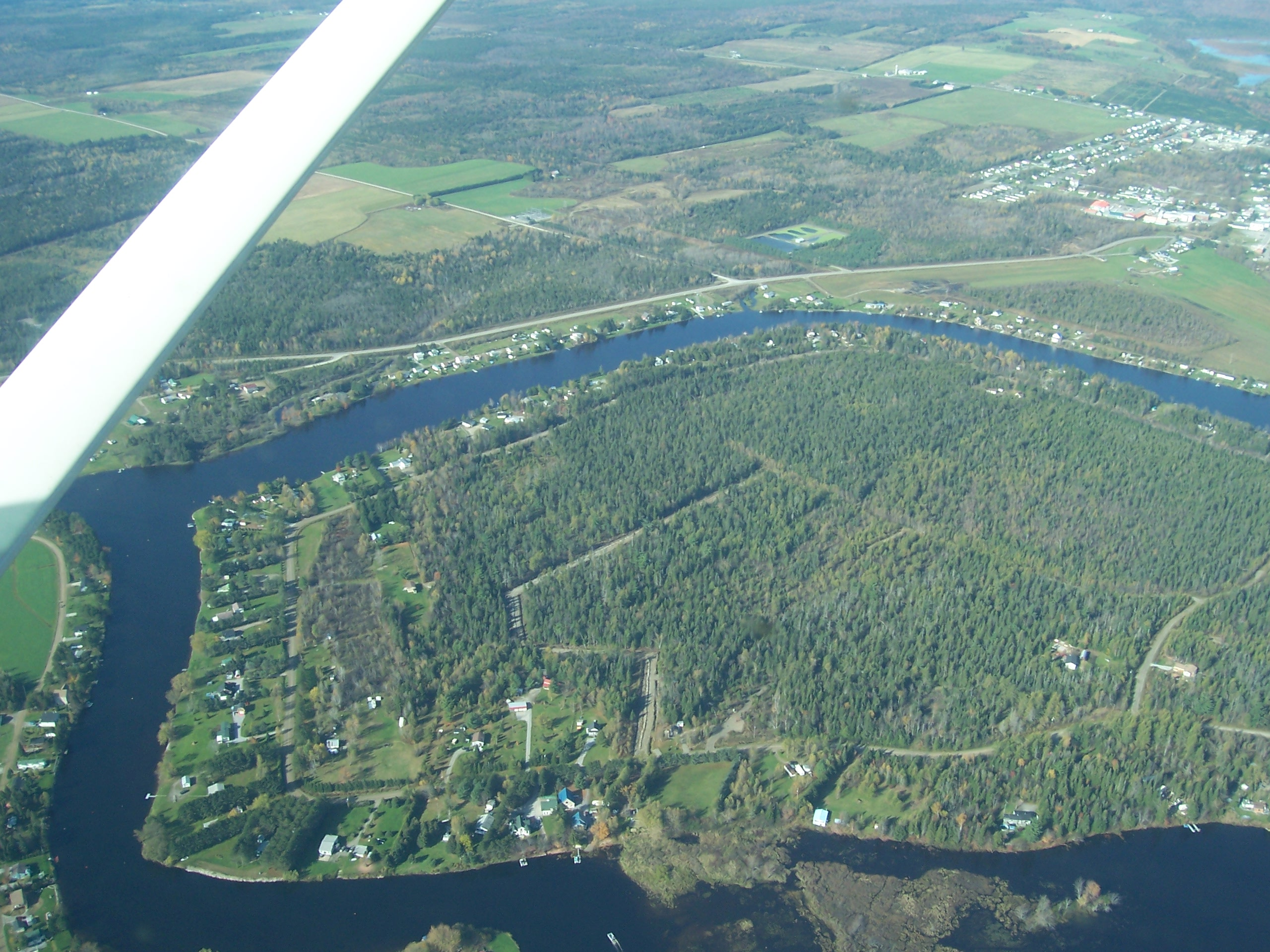
Mündung des Rivière au Saumon (linker Bildrand Mitte); oben im Bild der Rivière Saint-François